# Thomas Bergman
Thomas Bergman, född 1947, är en svensk författare, illustratör och fotograf.
Bergman debuterade som författare med Barn på sjukhus (1976), och har publicerat flera bilderböcker illustrerade med sina egna fotografier. Ofta skildrar han sjuka eller handikappade barn, till exempel i En dag i sänder (1989) som handlar om barncancer. Trots böckernas ofta svåra teman söker han emellertid alltid det livsbejakande i barnens situation.

## Priser och utmärkelser
- Elsa Beskow-plaketten 1978[3]